# Agostino Mandirola
Agostino Mandirola ( - 1661 ) fue un religioso franciscano, naturalista italiano. Poseyó un doctorado en teología. Trabajó en horticultura de cítricos, e investigando en sus propiedades medicinales Posiblemente su libro más famoso sea Manuale de giardinieri: diuiso in trè libri : che trattano del modo di coltiuare, multiplicare, e conceruare qualsiuoglia sorte di flori, 168 pp.

## Algunas publicaciones
- 1658. Manuale di giardinieri: diviso in tre libri ... 168 pp.
- 1670. Der neu-aufgesetzte Blumengarten (Recientes retazos de jardín de flores). Ed. Hoffmann. 246 pp.
- 1679. Der Italiäner Blumen- und Pomeranzen-Garten (Los jardines italianos de flores y naranjas). Ed. J. Hofmanns. 410 pp. en línea
- cosimo Trinci, agostino Mandirola. 1733. L'agricoltore sperimentato di Cosimo Trinci. Ed. P. Berno librajo. 365 pp.
- -------, -------, nicloas m. Bidet, zaccaria Betti. 1763. L'agricoltore sperimentato, ovvero, Regole generali sopra l'agricoltura: il modo di preparare e feminare le terre, di piantare e coltivare le viti ... ; aggiugnesi Un trattato sopra i bachi da seta ed un altro sopra le api. Con quanto ha scritto M. Bidet sopra la coltivazione delle viti. E Fr. Agostino Mandirola nel Manuale de'giardinieri. Appresso a cui vi sono le Memorie intorno la ruca de'meli di Zaccaria Betti. 526 pp.
- agostino Mandirola, charles louis françois Andry. 1765. Manuel du Jardinier. 450 pp. en línea Reeditado en 2010 como Manuel Du Jardinier: Ouvrage Nécessaire Aux Cultivateurs, Amateurs de la Botanique, Et de la Physique. 532 pp. ISBN	1141928205

## Honores

### Epónimos
- (Gesneriaceae) Mandirola Decne.[2]